# Ready or not
『Ready or not』（レディー・オア・ノット）は、FEEL SO BADの1作目のシングル。

## 概要
当時、男女2人組ユニットだった記念すべきデビューシングルは、テレビ朝日系「Jリーグ A GO GO!」テーマ曲。プロデュースはEARTHSHAKERの西田昌史が担当。
カップリング「Over the top」は「報道多チャンネル」のエンディングテーマに使用された。

## 収録曲
全曲　作詞：川島だりあ　作曲：FEEL SO BAD　編曲：倉田冬樹
1. Ready or not
2. Over the top